# Hakata-Minami-vasútvonal
A Hakata-Minami-vasútvonal (博多南線; Hepburn: Hakataminami-sen) egy 8,5 km hosszú vasútvonal Fukuoka prefektúrában, Japánban, amely a fukuokai Hakata állomást köti össze a kaszugai Hakata-Minami állomással. A Nyugat-Japán Vasúttársaság (JR West) üzemelteti.

## Szolgáltatások
Bár a vonal Sinkanszen-szerelvényeket használ, a vonatokat hivatalosan limited expressként jelölik. A gyakorlatban azonban a legtöbb járat a Szanjó Sinkanszen Kodama járatainak meghosszabbítása. A 2011. március 12-én megnyitott Kjúsú Sinkanszen a vonal egy részén osztozik.
Az út Hakata és Hakata-Minami között tíz percig tart és 300 jenbe kerül.

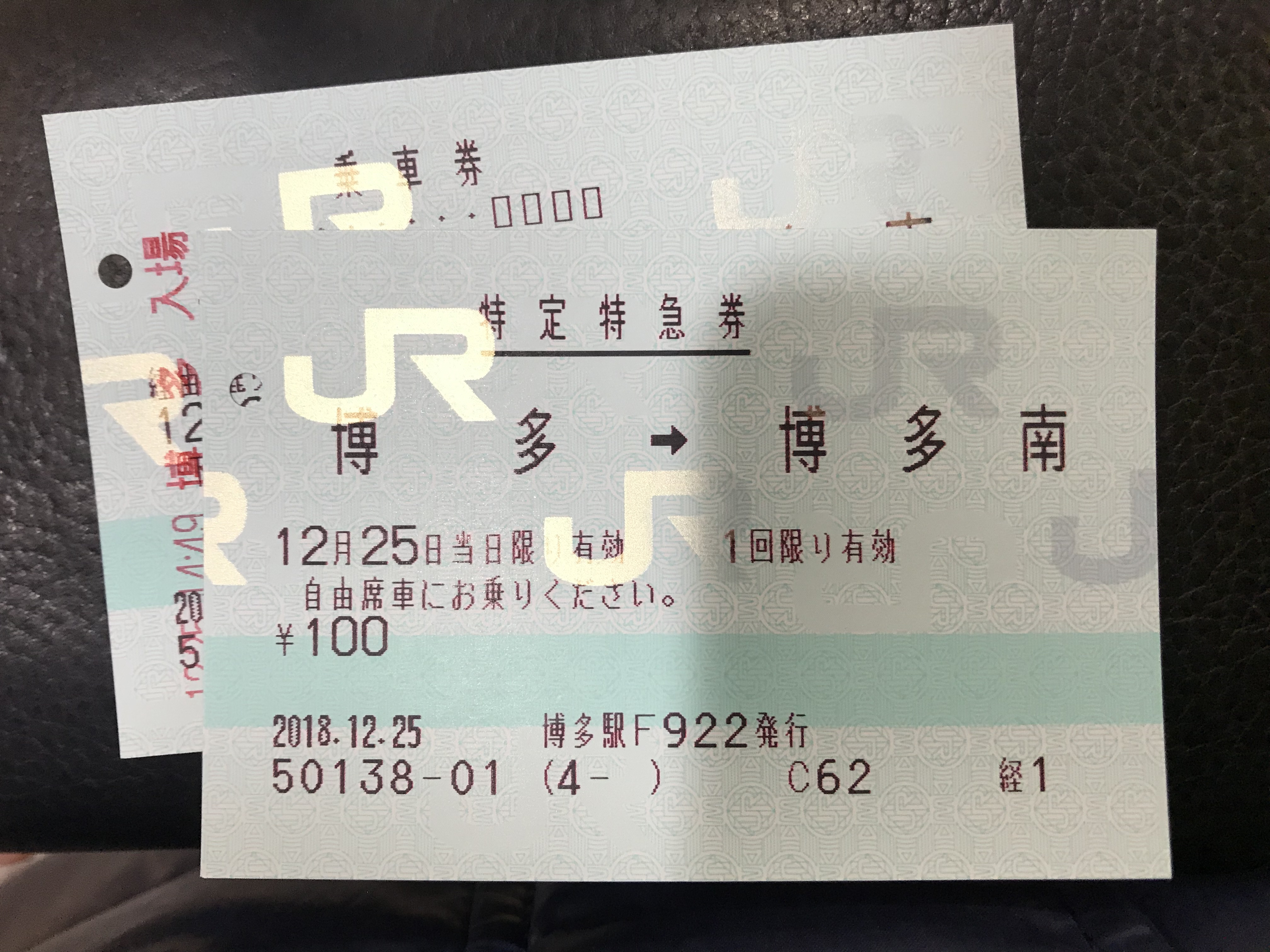
100 jenes limited express kiegészítő jegy Hakata és Hakata Minami közötti utazásra

## Gördülőállomány
- 500-7000 sorozatú 8 kocsis szerelvények
- 700-7000 sorozatú 8 kocsis Rail Star-szerelvények
- N700-7000/8000 sorozatú 8 kocsis szerelvények

## Története
A vonalat eredetileg 1975 márciusában nyitották meg, hogy a Szanjó Sinkanszen vonatok a Hakata terminálról a kaszugai Hakata Depotba közlekedhessenek. Abban az időben Kaszuga vidéki régió volt, és nem érdemelt saját vasútállomást. Az 1980-as évek végére azonban a terület Fukuoka kiterjedt külvárosává vált. A JR úgy döntött, hogy épít egy állomást a depó mellett, és 1990. április 1-jén felavatta a szolgáltatást a Sinkanszen 0-s sorozatú Sinkanszen vonatokkal.

## Lásd még
- Gala-Juzava-vasútvonal, egy másik Sinkanszen stílusú nem Sinkanszen vonal